# Хьюз, Линдси (историк)
Ли́ндси Хьюз (англ. Lindsey Hughes; 4 мая 1949; Суонском, графство Кент, Великобритания — 26 апреля 2007) — английский историк-русист, доктор философии (Ph.D.) по истории, профессор. Профессор кафедры Русской истории Школы славянских и восточноевропейских исследований Университетского колледжа Лондона. Редактор научного журнала «Slavonic and European Review».

## Биография
Линдси Хьюз родилась в семье зубного техника Джорджа Джеймса Хьюза и Одри (урождённая Бонд), дочери семьи местных мясников. Младший брат — Ричард. В 1965 году от рака у неё умерла мать.
Училась в Дартфордской гимназии для девочек, где начала изучать русский язык. В 1967 году поступила в Сассекский университет близ Брайтона (графство Восточный Суссекс), где получила всестороннюю подготовку в области русского языка и культуры под руководством Б. Д. Уильямса, С. А. Хаккеля и Р. Милнер-Галланда. Во время учёбы посетила СССР, так как студенты должны были провести год в Москве. Окончив в 1971 году с отличием Сассекский университет, Хьюз поступила в колледж Дарвина при Кембриджском университете. В 1974 году в возрасте 25 лет она была назначена преподавателем славянских исследований в Королевском университете в Белфасте под руководством профессора М. Уиллера.
В 1977 году Хьюз защитила докторскую диссертацию по теме «Moscow Baroque Architecture: A Study of One Aspect of Westernisation in Late Seventeenth-Century Russia» (с англ. — «Архитектура московского барокко: исследование одного из аспектов вестернизации в России конца XVII века»), которую подготовила под руководством медиевиста Н. Е. Андреева. В рамках подготовки своей диссертации она провела ещё один год (1973—1974) в Москве. Там свои академические исследования Хьюз совмещала с выступлениями на советском телевидении, где она под свою гитару исполняла песни на английском языке для детских языковых программ.
В том же 1977 году Хьюз перешла на преподавательскую работу в Редингский университет. Там она также как и в Белфасте продолжала преподавать русский язык, литературу, историю России (включая историю её искусства и архитектуры) и русскую культуру, доказав, по словам заслуженного профессора истории России Р. П. Бартлетт, — свои организационные и административные способности. В 1987 году Хьюз была переведена в Школу славянских и восточноевропейских исследований (SSEES) при Университетском колледже Лондона.
С 1989 года Хьюз — старший преподаватель, а в 1997 году ей было присвоено учёное звание профессора. Участвовала во многих международных научных конференциях. Была редактором ряда сборников научных статей, в том числе сборника конференции на выставке в Национальном морском музее в Гринвиче (Великобритания) в 1998 году, посвящённой трёхсотлетию визита Петра I в Англию в 1698 году «Peter the Great and the West: New Perspectives» (с англ. — «Пётр Великий и Запад: новые перспективы»). Также являлась редактором научного журнала «Slavonic and European Review».
В свободное от работы время Хьюз перевела на английский язык 26-й, 27-й и 28-й тома «Истории России с древнейших времён» русского историка XIX века С. М. Соловьёва, которые были изданы в 1998, 2004 и 2007 годах соответственно. Её монография «Russia in the Age of Peter the Great» (с англ. — «Россия в эпоху Петра Великого») в 1999 году была удостоена премии Алека Ноув.
Ещё в 1995 году у Хьюз обнаружили рак шейки матки. После проведённой операции ей объявили о полном выздоровлении, однако в 2005 году ей диагностировали рак печени на последней стадии, от которого через 17 месяцев — 26 апреля 2007 года она умерла в возрасте 57 лет.
Последняя монография Хьюз «The Romanovs: Ruling Russia, 1613—1917» (с англ. — «Романовы: управление Россией, 1613—1917») вышла уже после её смерти.